# Hare/Niemeyer-Verfahren
Das Hare/Niemeyer-Verfahren [hɛəˈniːmajɐ] (auch: Hare-Quotenverfahren mit Ausgleich nach größten Resten; in Österreich Hare’sches Verfahren; im angelsächsischen Raum Hamilton-Methode, method of largest remainders (LR)) ist eine Methode der proportionalen Repräsentation (ein Sitzzuteilungsverfahren), wie sie z. B. bei Wahlen mit dem Verteilungsprinzip Proporz (siehe Verhältniswahl) verwendet wird, um Wählerstimmen in Abgeordnetenmandate umzurechnen.

## Geschichte und Anwendung
Das Verfahren wurde von dem US-amerikanischen Politiker Alexander Hamilton vor der ersten US-amerikanischen Volkszählung im Jahre 1790 propagiert, um die Sitze im US-Repräsentantenhaus proportional zur Bevölkerung auf die einzelnen Staaten zu verteilen. Es konnte sich damals jedoch nicht gegen die Verwendung des D’Hondtschen Verfahrens (im Amerikanischen als Jefferson-Verfahren bekannt) durchsetzen. Nach der Volkszählung im Jahr 1840 ging man schließlich doch auf das Verfahren Hamiltons über und verwendete es letztmals bei der Volkszählung im Jahr 1890.
Der in Deutschland verwendete Name leitet sich von dem Londoner Rechtsanwalt und Wahlaktivisten Thomas Hare und dem deutschen Mathematiker Horst F. Niemeyer ab. Das Hare/Niemeyer-Verfahren wurde seit der Wahl im Jahr 1987 bis zur Wahl 2005 für die Berechnung der Sitzzuteilung im Deutschen Bundestag angewandt. Niemeyer hatte das Verfahren im Oktober 1970 in einem Brief dem Bundestagspräsidium für die Verteilung der Sitze in den Bundestagsausschüssen vorgeschlagen.
Bei Landtagswahlen kommt das Hare/Niemeyer-Verfahren in Berlin, Brandenburg, Hessen, Mecklenburg-Vorpommern, Sachsen-Anhalt und Thüringen zur Anwendung.
Außerhalb Deutschlands wird das Hare/Niemeyer-Verfahren unter anderem in Dänemark, Italien, Griechenland und der Ukraine verwendet, in der Schweiz in den Kantonen Waadt und Tessin. Zudem kommt es in Österreich und in der Schweiz zum Einsatz, um Sitze auf Wahlkreise proportional zu deren Einwohnerzahlen zu verteilen.

## Berechnungsweisen
Es gibt zwei Darstellungen für das Hare/Niemeyer-Verfahren, die sich nur um Nuancen unterscheiden. Die erste gliedert sich in eine anfängliche Hauptzuteilung und einen abschließenden Restausgleich, die zweite nimmt die Sichtweise von Rundungsverfahren ein. Die Vorgehensweisen werden anhand der Wahl zum 18. Bayerischen Landtag im Regierungsbezirk Schwaben erläutert, weil dieses Beispiel auch gut die Paradoxien des Verfahrens zu illustrieren gestattet.
Hare/Niemeyer-Verfahren mit Hauptzuteilung und Restausgleich. Das Hare/Niemeyer-Verfahren baut auf der Hare-Quote auf, dem Quotienten aus Gesamtstimmen und Gesamtsitzen. Werden die Stimmen einer Partei durch die Hare-Quote geteilt, gibt die Ganzzahl des Quotienten an, wie oft die Hare-Quote erfüllt ist; diese Zahl an Sitzen erhält die Partei in der Hauptzuteilung. Von den verbleibenden Sitzen geht je einer an diejenigen Parteien, deren Quotienten die höchsten Bruchteilsreste aufweisen.
| Partei | Stimmen   | Quotient   | Hauptzuteilung | Restausgleich | Sitze |
| --- | --------- | ---------- | -------------- | ------------- | ----- |
| CSU | 720.257   | 12,780     | 12             | 1             | 13    |
| GRÜNE | 323.524   | 05,741     | 05             | 1             | 06    |
| FW | 257.466   | 04,568     | 04             | 1             | 05    |
| AfD | 213.138   | 03,782     | 03             | 1             | 04    |
| SPD | 144.392   | 02,562     | 02             | 0             | 02    |
| FDP | 088.315   | 01,567     | 01             | 0             | 01    |
| Summe (Hare-Quote) | 1.747.092 | (56.357,8) | 27             | 4             | 31    |
| In der Hauptzuteilung werden 27 der 31 Gesamtsitze vergeben. Die vier verbleibenden Sitze gehen an AfD (Rest ,782), CSU (,780), GRÜNE (,741) und FW (,568). |           |            |                |               |       |

Hare/Niemeyer-Verfahren als Rundungsverfahren. Der Restausgleich kann so verstanden werden, dass er festlegt, ob die Quotienten abgerundet oder aufgerundet werden. Für diese Aktion reicht die Nennung einer Rundungsschwelle, gemäß der über Abrundung bzw. Aufrundung entschieden wird. Im vorstehenden Beispiel kann ,5675 als Rundungschwelle dienen; die zwei Parteien mit Quotientenresten unter der Schwelle werden abgerundet (bekommen keinen Sitz im Restausgleich) und die vier Parteien mit Resten darüber werden aufgerundet (bekommen einen der vier verbleibenden Sitze). Mit Bekanntgabe einer Rundungsschwelle erübrigt es sich, alle Parteien betrachten zu müssen und gemäß fallenden Nachkommabruchteilen ihrer Quotienten zu reihen. Stattdessen kann für jede Partei einzeln geprüft werden, ob die Bruchzahl ihres Quotienten kleiner (Abrundung) oder größer (Aufrundung) als die Rundungsschwelle ausfällt.
| Partei | Stimmen   | Quotient | Sitze |
| --- | --------- | -------- | ----- |
| CSU | 720.257   | 12,780   | 13    |
| GRÜNE | 323.524   | 05,741   | 06    |
| FW | 257.466   | 04,568   | 05    |
| AfD | 213.138   | 03,782   | 04    |
| SPD | 144.392   | 02,562   | 02    |
| FDP | 088.315   | 01,567   | 01    |
| Summe (Rundungsschwelle) | 1.747.092 | (,5675)  | 31    |
| Auf je 1.747.092/31 = 56.357,8 Stimmenbruchteile entfällt rund ein Sitz, wobei ein Bruchteilsrest unter bzw. über ,5675 ab- bzw. aufzurunden ist. |           |          |       |

## Hare-Quote und Idealansprüche der Parteien
Die Hare-Quote ist definiert als Quotient von Gesamtstimmen und Gesamtsitzen:
{\displaystyle {\text{Hare-Quote}}={\frac {\text{Gesamtstimmenzahl}}{\text{Gesamtsitzzahl}}}}
Der für eine einzelne Partei ausschlaggebende Quotient aus Stimmenzahl und Hare-Quote bekommt die Form
{\displaystyle {\text{Quotient für Partei }}P={\frac {{\text{Stimmenzahl für Partei }}P}{\text{Hare-Quote}}}={\frac {{\text{Stimmenzahl für Partei }}P}{\text{Gesamtstimmenzahl}}}\times {\text{Gesamtsitzzahl}}}
Denselben Ausdruck erhält man aus der simplen Dreisatzrechnung, dass die Sitz(bruchteil)e der Partei zu den Gesamtsitzen in demselben Verhältnis stehen sollen wie die Stimmen der Partei zu den Gesamtstimmen. Der Ausdruck wird auch Idealanspruch der Partei oder Sitzquote der Partei genannt. Die Sitzquoten der einzelnen Parteien sind zu unterscheiden von der Hare-Quote, die als Stimmenquote den Wahlschlüssel festlegt, der gleichermaßen auf alle Parteien anzuwenden ist. Wenn in der Literatur das Hare/Niemeyer-Verfahren als Quotenverfahren bezeichnet wird, dann ist der Bezug auf die Hare-Quote als Stimmenquote und Wahlschlüssel gemeint, nicht der Bezug auf die Sitzquoten der Parteien.

## Eigenschaften
Mehrheitsklausel. Wie bei anderen Sitzzuteilungsmethoden kann es auch beim Hare/Niemeyer-Verfahren passieren, dass eine Absolutmehrheit an Stimmen nicht zu einer Absolutmehrheit an Sitzen führt. Niemeyer schlug für solche Sonderfälle eine Mehrheitsklausel vor, die durch Umverteilung eines Restsitzes korrigierend eingreift: Erhält eine Partei, auf die eine Absolutmehrheit der Stimmen entfällt, keine Absolutmehrheit an Sitzen, wird der Restausgleich neu vorgenommen, indem zunächst die Mehrheitspartei einen Restsitz bekommt und dann die übrigen Restsitze wie sonst verteilt werden. In der Formulierung als Rundungsverfahren besagt die Klausel, dass der Quotient der Mehrheitspartei aufzurunden ist, auch wenn sein Rest unter der Rundungsschwelle liegt. Nach Niemeyers Verständnis sollte der Name „Hare-Verfahren“ das Verfahren ohne Mehrheitsklausel bezeichnen und der Name „Hare/Niemeyer-Verfahren“ das Verfahren mit Mehrheitsklausel. Diese Abgrenzung hat sich nicht durchgesetzt, heutzutage werden beide Namen synonym verwendet. Ob Niemeyers Mehrheitsklausel eingeschlossen ist oder nicht, ist jeweils neu zu klären.
Unverzerrtheit. Das Hare/Niemeyer-Verfahren verhält sich neutral in Bezug auf die Größe der Parteien, weder werden größere Parteien systematisch bevorzugt auf Kosten kleinerer Parteien noch umgekehrt. Die Sitzzuteilungen, die das Hare/Niemeyer-Verfahren produziert, sind unverzerrt. Unverzerrtheit bedeutet, dass bei wiederholter Anwendung des Verfahrens für jede Partei Proporzpech und Proporzglück, d. h. Abrundung und Aufrundung des Idealanspruchs der Partei, sich die Waage halten. Bei einer einzelnen Anwendung sind solche Rundungseffekte zwar unvermeidbar, aber langfristig gleichen sie sich aus.
Einhaltung der Idealansprüche der Parteien. Das Hare/Niemeyer-Verfahren ist durch eine Optimalitätseigenschaft ausgezeichnet, die sich auf die Einhaltung der Idealansprüche der Parteien bezieht. Misst man für jede Partei den Abstand zwischen ihrer Sitzzahl und ihrem Idealanspruch und summiert diese Abstände über alle Parteien auf, dann ist das Hare/Niemeyer-Verfahren das einzige Sitzzuteilungsverfahren, das die Summe der Abstände immer so klein stellt wie möglich. Diese Optimalitätsaussage gilt für eine große Zahl von Abstandsmaßen; z. B. können Sitzzahl und Idealanspruch mit der betraglichen Differenz bemessen werden oder alternativ mit der quadrierten Differenz.
Natürliche Sperrklausel. Die natürliche Sperrklausel gibt an, ab welchem Stimmenanteil eine Partei mindestens einen Sitz zugeteilt bekommt und somit garantiert Eingang in das parlamentarische Gremium findet. Die Formel beinhaltet die Zahl der zu berücksichtigenden Parteien {\displaystyle \ell } (Listenzahl) und die Gesamtsitzzahl {\displaystyle h} (Hausgröße). Für das Hare/Niemeyer-Verfahren ist die natürliche Sperrklausel gegeben durch die Formel
{\displaystyle {\frac {1-1/\ell }{h}}}
In obigem Beispiel mit {\displaystyle \ell =6} Parteien und {\displaystyle h=31} Gesamtsitzen ergibt sich, dass das Hare/Niemeyer-Verfahren einer Partei ab 5/186 = 2,7 Prozent Stimmenanteil mindestens einen Sitz zuteilt.
Quotenbedingung. Das Hare/Niemeyer-Verfahren zeichnet sich durch die Einhaltung der Quotenbedingung aus. Die Bedingung bezieht sich auf Sitzquoten, d. h. auf die Idealansprüche der Parteien. Das Hare/Niemeyer-Verfahren vergibt an eine Partei immer eine Zahl von Sitzen, die entweder gleich dem aufgerundeten oder gleich dem abgerundeten Idealanspruch ist. Der Unterschied zwischen Sitzzahl und Idealanspruch ist nie größer als Eins.
Struktureigenschaften. Wie andere Sitzzuteilungsverfahren, die Eingang in die Praxis gefunden haben, besitzt das Hare/Niemeyer-Verfahren fünf Grundeigenschaften. Es ist anonym (unabhängig von der Reihung der Parteien), balanciert (zwei gleichstarke Parteien unterscheiden sich um höchstens einen Sitz), konkordant (von zwei Parteien erhält die stärkere mindestens so viele Sitze wie die schwächere), homogen (absolute Stimmenzahlen und relative Stimmenanteile führen zu denselben Sitzzahlen) und exakt (wenn alle Idealansprüche ganzzahlig sind, dann ist dies das Ergebnis und keine weitere Rechnung erforderlich).
Es gibt eine sechste Grundeigenschaft, Kohärenz, die erfordert, dass Teil und Ganzes immer miteinander verträglich sind. Die Sitzzuteilungen des Hare/Niemeyer-Verfahrens können inkohärent ausfallen. In obigem Sechs-Parteien-Beispiel liest man einerseits ab, dass auf die vier Parteien CSU : FW : SPD : FDP in der Aufteilung 13 : 5 : 2 : 1 zusammen 21 der 31 Sitze entfallen. Werden andererseits 21 Sitze auf die vier Parteien verteilt, ohne das Restsystem zu berücksichtigen, kommt ein anderes Ergebnis heraus, nämlich 12 : 4 : 3 : 2. CSU und FW erhalten einen Sitz weniger, SPD und FDP einen Sitz mehr; diese Hare/Niemeyer-Zuteilung ist nicht kohärent. Das Auseinanderfallen von Teil und Ganzem hat zur Konsequenz, dass Gegenläufigkeiten auftreten können, die paradox erscheinen.
Parteienzuwachs-Paradoxon. Die Sitzzahlen der Parteien können sich beim Hare/Niemeyer-Verfahren ändern, wenn eine Kleinstpartei hinzutritt, die leer ausgeht. Wäre in obigem Beispiel die Bayernpartei mit ihren 30.337 Stimmen zu berücksichtigen gewesen, hätte sie zwar keinen Sitz bekommen, aber auf FW wäre ein Sitz weniger und auf FDP ein Sitz mehr entfallen. Dass die Sitzzahlen der Großparteien davon abhängen, ob in der Rechnung eine erfolglose Kleinpartei mitgeführt wird, erscheint paradox.
Wählerzuwachs-Paradoxon. Es kann passieren, dass die einzige Partei, die Wählerstimmen verliert, einen Sitz hinzugewinnt. In obigem Beispiel tritt ein solcher Fall ein, wenn die FDP 100 Stimmen weniger und die CSU 2000 Stimmen mehr hat; die Stimmenzahlen der anderen vier Parteien seien konstant. Die FDP als einzige Verliererpartei verdoppelt ihr Kontingent von eins auf zwei Sitze; dies geht auf Kosten der FW, die nur vier statt fünf Sitze bekommen.
Mandatszuwachs-Paradoxon. Wenn die Gesamtsitzzahl wächst und es mehr zu verteilen gibt, erscheint es widersinnig, dass eine Sitzzahl abnimmt und die Partei schlechter dasteht als vorher. Solche Gegenläufigkeiten sind beim Hare/Niemeyer-Verfahren nicht ausgeschlossen. In obigem Beispiel waren für den Regierungsbezirk Schwaben anfangs 26 Gesamtsitze vorgesehen. Um dreizehn Direktmandate der CSU in die Verhältnisrechnung einfügen zu können, musste die Gesamtsitzzahl am Ende auf 31 angehoben werden. Auf dem Weg von 26 zu 31 Gesamtsitzen ist die FDP Rücksprüngen ausgesetzt. Von 27 Sitzen bekommt die FDP zwei, von 28 aber nur einen; von 29 und 30 Sitzen bekommt sie wieder zwei, bei 31 jedoch nur einen. Dieses unlogische Verhalten des Hare/Niemeyer-Verfahrens wurde erstmals in den USA bei der Zuteilung der Sitze des Repräsentantenhauses an die Gliedstaaten beobachtet und betraf damals den Staat Alabama. Für das Mandatszuwachs-Paradoxon ist daher in der Literatur die Bezeichnung Alabama-Paradoxon geläufig.